# 田村克也
田村 克也（たむら かつや、1966年 - ）は、日本の政治家。兵庫県三田市長（1期）。

## 来歴
兵庫県神戸市兵庫区出身。関西大学法学部政治学科卒業。第一勧業銀行（現・みずほ銀行）に就職。
2001年に三田市に自宅を購入。2008年に同市に移り住む。退職後、2021年から保育事業支援の会社に勤務。

### 三田市長
2023年2月15日、三田市の市民団体が、任期満了に伴う市長選挙に向け候補者を公募すると発表した。団体は、市が進める三田市民病院（三田市）と済生会兵庫県病院（神戸市北区）の統合計画に反対する人物を選ぶと述べた。公募に応じ、選出された田村は同年3月17日、市長選に立候補する意向を表明した。しかし3選を目指す現職の森哲男らに比べ知名度で劣っていたため、政策に共感していた元明石市長の泉房穂に支援を求めて面会した。互いに裕福ではない家庭で生まれ育ったこともあり、田村と泉は意気投合。同年5月、泉は「推薦する」と田村に回答した。
同年7月16日、三田市長選挙が告示される。候補者は、泉の支援を受けた田村のほか、自由民主党・立憲民主党・公明党・国民民主党の推薦と神戸市長の久元喜造の支援を受けた現職の森、日本共産党推薦の元市議の長谷川美樹、元市議の多宮健二の4人。同月23日、市長選挙執行。神戸新聞は21時台に配信した記事の中で「出口調査では森哲男と田村克也が激しく競り合う展開」と記した。病院統合問題をめぐり、長谷川が現在の場所での三田市民病院の存続を訴えており、現職の森への批判票が割れたことも関係した。開票の結果、田村が森を1013票差で破り初当選した。
※当日有権者数：89,558人 最終投票率：42.60%（前回比：12.14pts）
| 候補者名   | 年齢 | 所属党派 | 新旧別 | 得票数   | 得票率 | 推薦・支持                                         |
| ---------- | ---- | -------- | ------ | -------- | ------ | -------------------------------------------------- |
| 田村克也   | 57   | 無所属   | 新     | 14,774票 | 39.38% |                                                    |
| 森哲男     | 71   | 無所属   | 現     | 13,761票 | 36.68% | （推薦）自由民主党・立憲民主党・公明党・国民民主党 |
| 長谷川美樹 | 72   | 無所属   | 新     | 6,541票  | 17.44% | （推薦）日本共産党                                 |
| 多宮健二   | 53   | 無所属   | 新     | 2,439票  | 6.50%  |                                                    |

市長選では三田市民病院の再編統合計画の白紙撤回を掲げて当選したが、同年11月24日に開会した市議会本会議にて、一転して計画を推進する意向を表明し、公約を事実上撤回した。同日、市議会は市民を混乱させたとして、田村に対する問責決議案を賛成多数で可決した。問責決議案では、移転の白紙撤回を公約としながら就任後は明確な方針を示さず、市議会で「白紙撤回について、辞書と公約は法的根拠を含めて私の理解は違う」と発言したことなどを問題視。「公約の解釈を選挙後に変えれば、選挙そのものが成り立たなくなる」と指摘した。2024年3月28日には不信任決議案の採決が行われ、出席議員22人のうち賛成10、反対12となり、可決に必要な出席議員の4分の3に届かず否決された。